# Ассамбляж (искусство)
Ассамбляж (фр. assemblage) — техника визуального искусства, родственная коллажу, но использующая объёмные детали или целые предметы, скомпонованные на плоскости подобно картине. Допускает живописные дополнения красками, а также металлом, деревом, тканью и другими структурами. Термин иногда применяется и к другим произведениям, от фотомонтажей до пространственных композиций, поскольку терминология новейшего визуального искусства находится в постоянном развитии.

## История
Ассамбляж был блестяще использован русскими художниками в начале XX века — Татлиным, Пуни, Родченко, — однако термин ввёл Жан Дюбюффе в 1953 году для обозначения произведений искусства, выполненных из обломков естественных материалов, предметов или их фрагментов — например, из утиля. Так, Дюбюффе использовал случайные находки, фрагменты объектов, но при этом следовал строго определённой цели. Использование кусков шлака в качестве исходного материала для скульптурных работ стало его фирменным знаком и придало им определённый философский принцип: — «Очищение цивилизации от отходов жизнедеятельности — становится материалом для создания произведений искусства».
Если вернуться к первоистокам ассамбляжа, то, как уже было сказано ранее, путь к созданию этого направления наметил ещё Владимир Татлин, а ещё раньше него — кубисты. Разница была в том, что кубисты использовали технику коллажа, внедряя в пространство картины кусочки ткани, обоев, объявлений и других небольших, плоских объектов. Они дополняли композицию, но при этом не нарушали её двухмерные границы, помогая только создать дополнительную игру фактуры. Владимир Татлин пошел по другому пути. Среди деятелей искусств России первой половины XX века он занимает особенное положение. Если Василия Кандинского называют «великим духовником», а Казимира Малевича — «великим пророком», то Владимира Татлина — «великим мастеровым». В мае 1914 года в студии А. Татлина произошло знакомство с его контррельефами. Отметим, что сам художник называл свои необычные, отличные от футуризма произведения то «синтезно-статичными» композициями, то «материальными подборами», то «живописными рельефами». Исходя из данных наименований, можно провести параллель с возникшим позже течением «ассамбляж»: Татлин также объединяет объемные и целые предметы в своих произведениях. Контррельефы Татлина стремятся выйти из плоскости в пространство не иллюзией глубины, а за счет своего объёма. По словам самого художника, он кладет в основу искусства «материал, объём и конструкцию». Данный тезис явно резонирует с возникшей позднее техникой ассамбляжа.

А. Жданов, «Детская коляска», 1964, ГТГ

В широкий обиход термин вошел после выставки «Искусство ассамбляжа», проходившей в нью-йоркском Музее современного искусства в 1961 году, в частности, впервые широко представившей сюрреалистские ассамбляжи Джозефа Корнелла. Одним из основателей техники считается французский художник Сезар (картина «Мусорная корзина золотого голубя», 1969), особенностью творчества которого являлось прессование материала для своих произведений.
Характерными примерами ассамбляжей являются работы скульпторов Тони Крэгга и Билла Вудроу, многие из которых, особенно ранние, сделаны из найденных предметов и обломков. В 1981 состоялась новаторская выставка «Предметы и скульптура», проведенная одновременно в Институте современного искусства в Лондоне и галерее Арнольфини в Бристоле, на которой использование «урбанистических материалов» было возведено в норму. Её участниками, помимо Крэгга и Вудроу, стали Эдвард Аллингтон, Ричард Дикон, Энтони Гормли, Аниш Капур, Брайан Орган, Питер Рэнделл-Пейдж и Жан-Люк Вильмут.
Художник Оскар Рабин, возглавлявший в 1950-х лианозовский кружок, ставший одним из самых значительных формирований неофициального советского искусства, также пользовался приемами ассамбляжа. Лидер «лианазова» создавал абсурдное пространство, куда помещал предметы — предметы, отражающие и воплощающие в себе его время. Часто совмещая в своем творчестве ассамбляж и коллаж, наклеивая обрывки газет, этикеток, фотопортретов Оскар Рабин сохранял описательную хронологию советского быта.

## Российские мастера ассамбляжа
- Анатолий Брусиловский
- Олег Бурьян
- Александр Жданов[5]
- Оскар Рабин
- Владимир Татлин
- Борис Турецкий
- Теодор Тэжик[6]